# Goncha Siso-Enese
Goncha Siso-Enese är ett distrikt i Etiopien. Det ligger i den centrala delen av landet, 250 km norr om huvudstaden Addis Abeba.